# Київська митрополія (1620—1685)
Ки́ївська митропо́лія (1620—1685) — період Київської митрополії в складі Вселенського патріархату Константинтинополя на території Речі Посполитої та Гетьманщини з центром у місті Київ, який розпочався трохи пізніше Берестейської унії в 1620 році, завдяки місії єрусалимського патріарха Теофана III. У акті 1686 року Вселенський патріарх Діонісій IV надав право висвячувати митрополита Київського Московському патріарху, однак не передавав Київську митрополію до складу Московського патріархату (див. Анексія Київської митрополії).

## Передісторія
Після укладання Берестейської унії 1596 року в Україні склалась складна релігійна ситуація. З одного боку — більшість єпископів, на чолі з митрополитом Михайлом Рогозою, та українська шляхта підтримували унію. З другого боку багато священиків, монастирі, козаки та міщани — виступали проти унії. Відразу після собору, митрополит Рогоза позбавив єпископського уряду львівського єпископа Гедеона Балабана та перемиського Михайла Копистенського, що виступили проти унії. Проте, фактично вони залишались на своїх кафедрах під захистом козаків, братств та під опікою князя Острозького. Крім того, Львівське братство мало ставропігію та підпорядковувалось напряму Константинопольському патріарху. Екзархом патріарха для православних українців став єпископ Балабан. Активно заявили про себе Київське, Віленське братства, починають діяти православні братства в Могилеві, Мінську, Люблині, Луцьку та інших містах. Більшість монастирів, в тому числі: Києво-Печерський, Видубицький, Богоявленський, св. Троїці у Вільно, Почаївський та інші, також не підтримали унію. Але офіційно — Київська, Володимиро-Берестейська, Турово-Пинська, Луцька, Холмська та Полоцька пристали до унії.
Перші роки після унії пройшли достатньо спокійно. Відкритої ворожнечі не спостерігалось і боротьба проходила у вигляді полеміки й богословських дискусій. Поступово боротьба радикалізувалась. Почався обопільний опір, взаємне відбирання монастирів, позови до державних судів.
1607 року помер єпископ Гедеон. Митрополит Іпатій Потій хотів призначити на кафедру греко-католицького, але наткнувся на шалений опір Львівського братства. Новим православним єпископом став Єремія Тиссаровський, висвячений в Молдовському князівстві. 1610 року помер Михайло Копистенський, але тут митрополиту вдалося призначити греко-католицького Перемиського єпископа — Атанасія Крупецького. Таким чином сім єпархій були греко-католицькими й одна — православною. Проте у всіх єпархіях були як православні, так і греко-католики.

## Висвячення нової ієрархії
За 25 років по Берестейському Соборові ситуація в Україні майже не змінилась. Відбувалась постійна боротьба за церкви, спори послів на сеймах, семиках, збройна боротьба. Тим часом у православних виникла одна серйозна проблема — відсутність вищої ієрархії, а головне, що не було глави церкви.
Весною 1620 року з Москви, через Україну, повертався додому єрусалимський патріарх Теофан. Там він висвятив на Московського Патріарха батька царя Михаїла Філарета.
В Україні патріарха зустріли з великою пошаною. Перед в'їздом до Києва його з усіма почестями стрів гетьман Петро Сагайдачний з відділом козаків. Патріарх протягом майже півроку перебував у Києво-Печерському монастирі. Він написав багато послань українським православним братствам, монастирям, надав статус ставропігії Богоявленському Братству. Влада Речі Посполитої не чинила жодних перешкод його діям.
6 жовтня 1620 року патріарх Теофан разом з болгарським митрополитом Неофітом та стагонським єпископом Авраамом висвятив ігумена Межигірського монастиря Ісаю Копинського на єпископа Перемиського. Через декілька днів ігумена Михайлівського монастиря Йова Борецького висвячено на Митрополита Київського, Мелетія Смотрицького — на Полоцького архієпископа, а також єпископа Пінського і Турівського.
Одразу після цих свячень патріарх рушив з України. Дорогою в Буші на Поділлі неподалік від молдовського кордону патріарх висвятив ще трьох єпископів: Єзекіїля Курцевича, Ісаака Борисовича та Паїсія Іполітовича. Після цього Теофан прочитав «розгрішительну молитву»[що?] козакам та звільнив від «смертного гріха»[джерело?] за те, що вони ходили воювати проти Москви, та наказав їм більше «на Москву не ходити».[джерело?] Прибувши до Молдовського князівства, патріарх повідомив московського патріарха про свої успіхи та подякував йому й цареві за «милостиню та гостину».
1621 року митрополит Борецький скликав у Києві православний Собор, на якому вирішили як поточні проблеми церкви, так і плани щодо її розбудови. Після відновлення православної ієрархії та собору міжконфесійна боротьба ще більше загострилась. Збройна боротьба набирала все масштабніших форм, і 1623 року вбито унійного архиєпископа Йосафата Кунцевича. Єпископ Мелетій Смотрицький підтримав унію й написав книгу «Паренезис», що в ній обстоював побудову сильної української церкви та застерігав, що московське православ'я, якому починало симпатизувати багато владик, не принесе Україні й церкві нічого доброго.
Проте, окрім протистояння, відбувалися й спроби діалогу між православними та греко-католиками. Так, митрополит Борецький провадив переговори з представниками унійної церкви та продовжував спілкування з М. Смотрицьким, у серпні 1628 скликав Собор у Києві у справі переходу М. Смотрицького на унію. 1629 року митрополит направив своїх представників на спільний з греко-католиками Собор у Львові, де велись перемовини щодо можливих пошуків виходу з ситуації, що склалась.

## Розквіт церкви

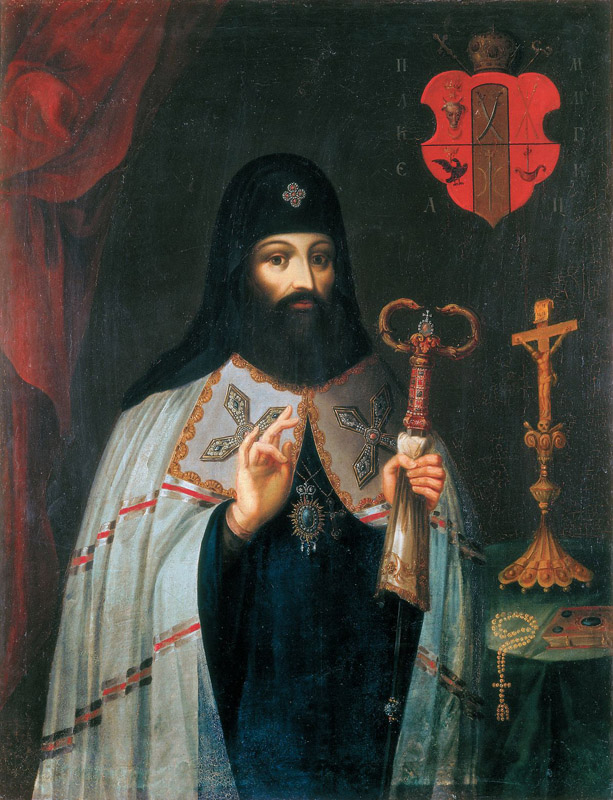
Святитель Петро Могила

1631 року, по смерті Борецького, митрополитом став «стовп древнего благочестія» Ісая Копинський. Він був представником консервативних кіл, ревним поборником православ'я та прихильником зближення української церкви з московським патріархатом.
1632 року, по смерті короля Сигізмунда III Вази, у Речі Посполитій зібрався елекційний сейм, що мав обрати нового короля. З цього вирішили скористатися українська шляхта та прогресивно налаштоване духовенство. Цей рух очолив Печерський архімандрит Петро Могила. Домігшись на сеймі серйозних поступок на користь православної церкви, було домовлено, що майбутній король Володислав IV підпише «Статті примирення». Відповідно до них, православна церква визнавалась рівною католицькій та греко-католицькій, православне духовенство отримувало рівні права з католиками, а до православної церкви зараховувались: Львівська, Перемиська, Луцька, та новостворена Мінська єпархії. За греко-католиками залишались — Полоцька, Володимир-Волинська, Холмська та Пинська. В листопаді 1632 року польський король затвердив ці статті.
Після цього, Митрополитом Київським обрано Петра Могилу. 28 квітня 1633 року в Успенській церкві Львова його висвятили єпископ Тиссаровський (що був екзархом Константинопольського патріарха), єпископ Пинський Авраам, єпископ Луцький Ісаай та Холмським — Паїсій.
З приходом на митрополичий престол починається розвиток церкви. Починається розбудова шкіл та засновується Києво-Могилянська Академія, розвивається друкарство та культура. На новий рівень підноситься монастирське життя, отримують суттєву підтримку православні братства, реставруються старі та будуються нові храми, собори та монастирі. Зокрема, відбудовано Софіївський Собор, проведено розкопки Десятинної церкви, де знайдено мощі Св. Володимира Великого.
Продовжувались спроби вести діалог з греко-католицькою церквою та Римом. Спільно з митрополитом Велямином Рутським, у духовенства обох конфесій постав план створення українського патріархату. Однак, через ряд суб'єктивних та об'єктивних причин цей план не встигли реалізувати. 11 січня 1647 року Петро Могила помер.

## Церква за Хмельницького

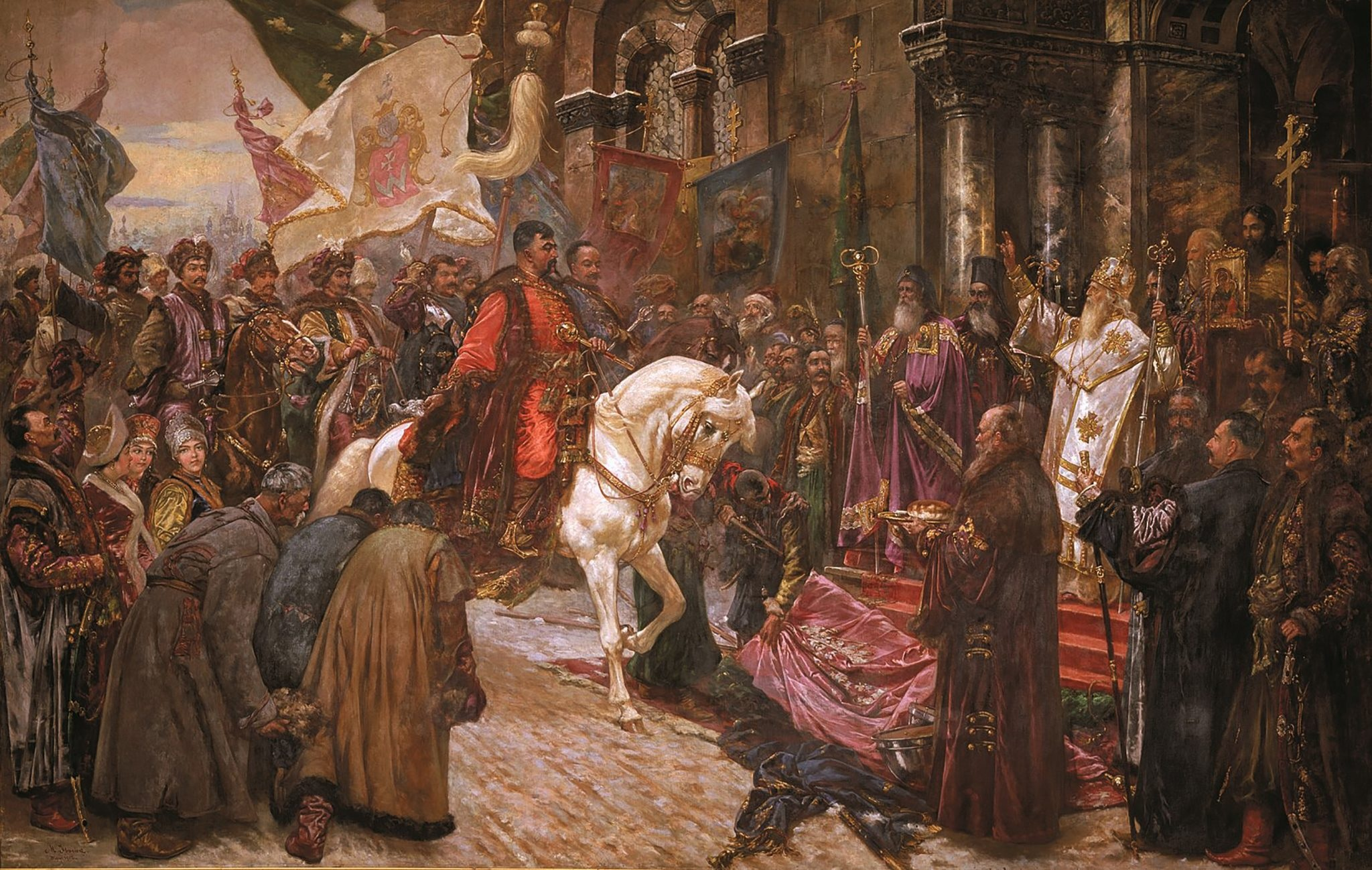
В'їзд Хмельницького до Києва

В першій половині XVII століття Україною прокотилась хвиля постань (Косинського, Остряниці, Лободи та інш.), що мали не тільки національний та соціальний, але й яскраво виражений релігійний характер. Такий самий характер мало й повстання під проводом Богдана Хмельницького.
З 1647 року Митрополитом Київським, Галицьким та всієї Русі обрано Сильвестра Косіва. Ані козаки, ані єпископи не звертались до короля за дозволом на вибір митрополита, а напряму отримали благословення в Константинопольського патріарха. Товариш та однодумець Петра Могили новий митрополит, у цей складний час, намагався продовжити справи свого попередника. Відповідно до Зборівської угоди (1649) православній церкві надавались значні права. А український православний митрополит мав посідати на сеймі Речі Посполитої друге місце, після католицького примаса. Проте, незважаючи на затвердження сеймом цієї угоди, вона, через продовження військових дій, не була виконана. Поразка козацького війська під Берестечком призвела до підписання 1651 року Білоцерківської угоди, значно гіршої ніж попередня.
Після цього Хмельницький починає вести активні переговори з представниками московського царя. Проте від самого початку перемовин, Москва особливе місце приділяла підпорядкуванню української церкви собі. В постанові московського земського собору 1653 р. про Україну говориться: щоб цар Олексій Михайлович «изволил того гетмана Богдана Хмельницкого и все войско Запорожское с городами их и с землями принять под свою государскую высокую руку, для православныя христианския веры и св. Божиих церквей, потому что паны Рада и вся Речь Посполитая на православную веру и на св. Божий церкви восстали и хотят их искоренити».
Москва розглядала Переяславську угоду не тільки як політичний, а й як релігійний союз, і почала заходи щодо повного контролю над Київської митрополією. Незважаючи на наполягання московських представників, гетьман не включив до Переяславського договору про підпорядкування Київської митрополії московському патріарху. Крім того, й вище українське православне духовенство з осторогою ставилось до нового договору та зближення з Москвою. Посилаючи на свої обов'язки перед патріархом Константинопольським, митрополит Косів та присутні на раді єпископи відмовились присягати московському царю.
Але московські урядовці проводили далі свою політику. У день приїзду царського посланця Бутурліна до Києва, 16 січня 1654 р., митрополит Косів правив у Софійському соборі молебень. По молебні Бутурлін з докором запитав митрополита, чому він про приєднання України «Его царскому величеству челом николи не бивал, и не писывал, и Его царской милости к себе не поискал».
У липні — серпні 1654 року митрополит Косів відправив спеціальне посольство до царя Олексія Михайловича, на чолі з Миколопустинським ігуменом Інокентієм Гізелем. Посольство просило царя не рушати прав Української Церкви, щоб не присилав до України своїх «духовных московских на всякие начальства», щоб «никоторого духовных наших насилием до Великия России не затягали» і т. ін. Голова посольства особливо підкреслював «о первой вольности, яже есть всех вольностей и прав кремнем», — щоб Церква Українська осталася й надалі під владою Царгородського патріарха, «до которого нас и право Божие чрез св. апостола Андрея Первозванного и каноны св. отець прилучили и совокупили».
Звісно, ніякого результату де посольство не мало більше того, прибравши під себе (1654 року) Полоцьку, Могилівську та Смоленську єпархії, Москва почала там все перестроювати на свій лад, а московський патріарх прийняв собі титул «патріарха Великої, Малої та Білої Русі». По московських церквах правили службу щоб «київський престол з'єднався з богопоставленим престолом московським», а московські воєводи почали заводити свої порядки по українських містах.
Після всіх цих подій, не тільки українське православне духовенство, але й козацька старшина та гетьман почали переглядати свої відносини з Москвою. Так, грек Іван Тафлари розказував у Москві, що Київський митрополит і вище духовенство «присылали на сейм к королю польскому двоих чернцов с объявлением, что им с Московскими людьми быть в союзе невозможно и они этого никогда не желали; Москва хочет их перекрещивать: так чтоб король, собравши войско, высвобождал их, а они из Киева московских людей выбьют и будут под королевскою рукою по-прежнему…».
Після смерті, у квітні 1657 року, митрополита Косіва, Хмельницький не став повідомляти цареві про звільнення митрополичої кафедри, а сам призначив тимчасовим місцеблюстителем митрополії — чернігівського єпископа Лазаря Барановича та назначив вибори нового митрополита на 15 серпня. Але 27 липня 1657 року гетьман Богдан Хмельницький помер.

## Руїна

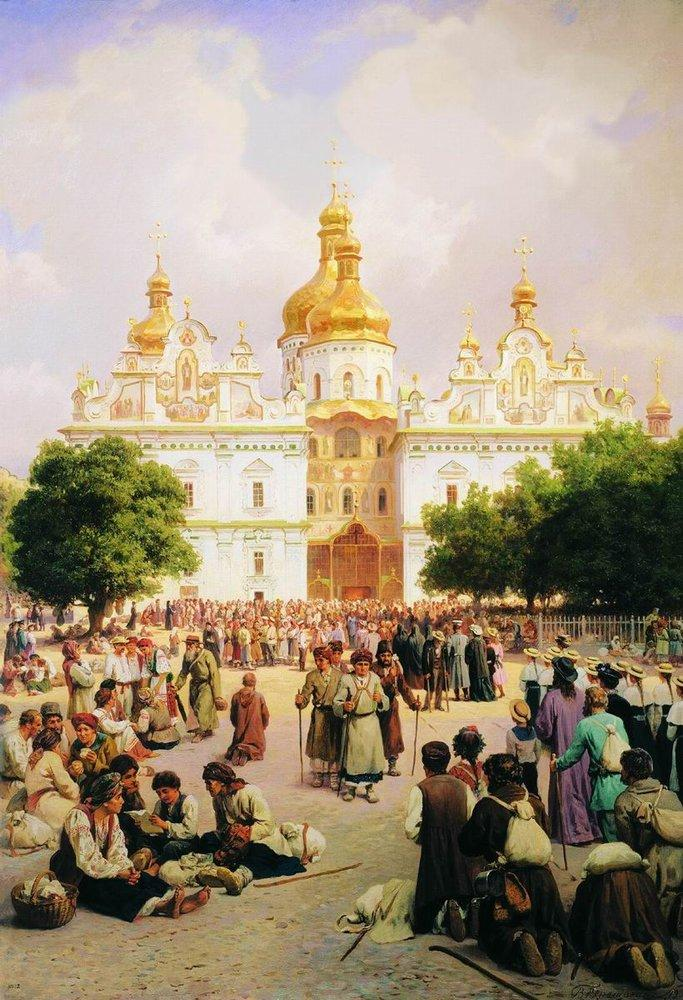
Свято-Успенський собор Києво-Печерського монастиря.

За часів Хмельницького, до Української православної церкви входили: Київська (осідок митрополита), Львівська, Перемиська, Луцька та Могилівсько-Мстиславська (забрана московським патріархатом) єпархії.
Відразу після смерті Богдана Хмельницького московські воєводи почали засилати послів до церковних ієрархів, Івана Виговського, козацької старшини, щоб вони не обирали митрополита без «благословенства» московського патріарха. Проте, московських військ в Україні було ще мало, а тиск не мав успіху, тому вибори Київського митрополита відбудуться за давніми українськими правами, а не за царським наказом.
6 грудня 1657 року Митрополитом Київським, Галицьким та всієї Руси було обрано єпископа Луцького Діонисія Балабана. Але й після цього, Москва тиснула на Виговського, щоб він не посилав до Константинополя по затвердження на митрополії обраного Діонісія, а затвердив його у царя. На що їм відповіли, що від початку святого хрещення київські митрополити отримували благословення у Константинопольського патріарха.
1658 року гетьманом Виговським було підписано Гадяцьку угоду, що в питаннях православної церкви була близька до Зборівського договору. Однак, незважаючи на перемогу під Конотопом, політика Виговського зазнала поразки, через внутрішні міжусобиці та постійні стихійні козацькі повстання й активне втручання московського уряду. Після поразки Виговського, митрополит Балабан вимушений був втікати від московського війська на правобережну Україну.
1659 року — за нового гетьмана Юрія Хмельницького було підписано «оновлену» Переяславську угоду. Князь Трубецькой, користуючись боротьбою за владу серед козацької старшини та відсутністю на другій Переяславській раді української православної ієрархії (був лише москвофіл протопоп ніжинський М. Филимонович), включив пункт: «А митрополиту Киевскому, также и иным духовным Малый России, быть под благословением св. патриарха Московскаго и всея Великий и Малыя и Белыя России; а в права духовные св. патриарх не будет вступати». На цій основі князь Трубецькой своєю грамотою призначив єпископа Лазаря Барановича містоблюстителем Київської митрополії.
Однак, й Баранович, й більшість священиків на лівобережній Україні, продовжували вважати себе підпорядкованими Константинопольському патріарху. Тому уряд московський вирішив підшукати нову особу, яка стала б містоблюстителем Київської митрополії та ретельно виконувала всі накази й бажання Москви. Такою особою став протопоп ніжинський Максим Филимонович. В той час спорожніла Мстиславська єпархія Київської митрополії. Не маючи на це канонічного права, патріарх московський висвятив на неї Филимоновича. Весною 1661 року Филимоновича було викликано до Москви, а 4 травня, з бажання царя та благословення Собору, заступник патріаршого престолу митрополит Питирим висвятив протопопа на єпископа Мстиславського під ім'ям Мефодій та було призначено містоблюстителем Київської митрополії.
Єпископ Мефодій одержав з Москви особливе доручення — впливати на настрій України й нахиляти її до Москви; щоб це завдання виконувати ліпше, Мефодію щедро видали грошей та «соболиную казну». Проте ні духовенство, ні старшина не визнали Мефодія. Гетьман Іван Сомко рішуче виступив проти нього. Вище духовенство голосно говорило, що Мефодій «вылгал» собі в царя єпископію, не маючи ніяких церковних заслуг.
Митрополит Київський Діонисій Балабан скинув Мефодія з посади, як поставленого в чужу єпархію, а єпископом Мстиславським призначив Йосипа Тукальського. Патріарх Константинопольський наклав анафему на Мефодія за те, що при допомозі світської влади сів він на престол Київської митрополії. Наслідком усього цього стало те, що навіть на лівобережній Україні його не визнали, а продовжували вважати своїм митрополитом — Діонісія.
10 травня 1663 року помер митрополит Діонисій. Його наступником став Йосиф Нелюбович-Тукальський. Проте, на територію, що знаходилась під московською владою його не визнали. Більше того, вище київське духовенство та наказний гетьман Сомко хотіли поставити на митрополита Барановича. Але Москва знову поставила місцеблюстителем — Мефодія, з якого, на прохання Москви, було знято навіть анафему Константинопольського патріарха. Після цього відбулась Чорна Рада, на якій гетьманом став промосковський Іван Брюховецький.
Єпископ Мефодій будучи впевненим у підтримці Москви, розпоряджався на Лівобережжі, й навіть давав вказівки гетьманові. Брюховецький зі свого боку добивався прихильності Москви. Обидва вони розсварилися ще з 1663 року й почали писати доноси один на одного. 1665 року Филимонович побував у Москві багато наговорив на Брюховецького, через два місяці потому прибув до Москви й Брюховецький. Щоб позбутися суперника, гетьман просив у Москві, щоб до Києва прислали митрополита-московита, бо тільки такий ніби «внесе заспокоєння». Насправді ж українська православна ієрархія була налаштована проти чужоземних митрополитів, й московський воєвода Шереметєв доносив з Києва, що краще поки що не присилати московського митрополита, бо це викличе великі заворушення.
Тим часом, на Правобережжі було обрано двох православних митрополитів — єпископа Йосипа Тукальського-Нелюбовича та єпископа Антонія Винницького. При цьому — обох кандидатів затвердив король. Оскільки Винницького підтримував гетьман Павло Тетеря, то Річ Посполита ув'язнили Тукальського, де він пробув 1664 до 1666 року.
1666 року у Чигирині Гетьманом України було обрано черкаського полковника Петра Дорошенка. Він звільнив Правобережжя від Речі Посполитої й визволив митрополита Тукальського. Тепер він управляв єпархіями на Правобережжі, Білорусі та в Литві, а за Винницьким були — Львівська, Перемиська та Луцька єпархії.
Тим часом, за українські й білоруські землі велась боротьба між Польщею та Московією. В січні 1667 року було підписано Андрусівську угоді, відповідно до якої, Україну юридично розділили між двома державами.
Остання спроба об'єднати Київську митрополію в єдине ціле була зроблена після того, як Петро Дорошенко став гетьманом лівобережної України, й об'єднав два береги. Митрополит Тукальський також очолив українську церкву на обох берегах Дніпра. Єпископа Мефодія було заслано до Уманського монастиря. А митрополит розпорядився в усіх українських православних церквах не поминати московського царя, як очільника держави (як це запровадили за Мефодія). Тим часом, Лазар Баранович, що був чернігівським єпископом, користуючись тим, що митрополит Київський не підтримував зближення з Москвою, випросив для себе в московського патріарха титул архієпископа, з прямим підпорядкуванням Москві.
Боротьба гетьмана Дорошенка за незалежність України та Українську православну церкву, з перемінним успіхом, тривала до 1676 року. Проте, ця боротьба не увінчалась успіхом, а 26 липня 1675 року в Чигиринському монастирі Св. Трійці помер митрополит Тукальський.

## Структура Церкви

### Митрополити Київські и всії Руси з 1620 по 1688 роки
1. Іов Борецький (9 октября 1620 — 2 марта 1631)
2. Ісая Копинський (20 июля 1631 — 5 октября 1640)
3. Петро Могила (28 апреля 1632 — 1 января 1647)
4. Сильвестр Косів (1648—1657)
5. Діонісій Балабан (1658—1663)
6. Йосип Тукальський-Нелюбович (1663—1675)
7. Антоній Вінницький (1675—1679)

### Єпархії
- Київська (митрополича)
- Львівська: Гедеон Балабан (1576–1607), Єремія Тиссаровський (1607–1641), Арсеній Желиборський (1641–1651), Атанасій Желиборський (1651—1667), Єремія Свистельницький (1668–1674)[8], Йосиф Шумлянський (1668–1700, перейшов у унію)
  - У 1667–1670 у Львівській єпархії мав місце конфлікт між єпископами Єремієй і Йосифом.
- Перемиська: Ісая Копинський (1620–1628), Ісакій Борискович (1633–1636), Сильвестр Гулевич-Воютинський (1636–1650), Антоній Винницький (1650–1679), Інокентій Винницький (1679–1691, перейшов у унію)
- Луцька: Ісакій Борискович (1621–1633), Атанасій Пузина (1632–1647), Йосиф Чаплич-Шпанівський (1650–1655), Діонісій Балабан (1655–1657), Гедеон Святополк-Четвертинський (1659–1685), Атанасій Шумлянський (1687–1695), Діонісій Жабокрицький (1695–1702, перейшов у унію)
- Могилівсько-Мстиславська: Йосип Бобрикович (1633–1635), Сильвестр Косів (1635–1647), Йосиф Кононович-Горбацький (1650–1651), Йосип Тукальський-Нелюбович (1661–1664), Феодосій Василевич (1669–1677)

### Єпархії поза статтями ковенанти
- Володимирський: Йосиф (Курцевич-Коріятович) (1621–1625)
- Полоцький: Мелетій Смотрицький (1620–1627, перейшов у унію)
- Туровська і Пінська: Авраамій Лецида (Стагонський)
- Холмська і Белзька: Паісій Іполітович-Черкавський (1621–1633), Діонісій Балабан (1650–1651)
- Чернігівська: Зосима Прокопович (1648–1657), Лазар Баранович (1657–1692), Феодосій Углицький (1692–1696)
- Чигринський: Епіфаній (1724–1735) був рукоположений на єпископа митрополитом Ясським Георгієм IV
- Запорожська Січ: Анатолій (Мелесь), єпископ Мелетинський (1759) поставлений Вселенським патріархом Кирилом V

### Єпархії з окремим статусом
- Подільська (окрема митрополія): Панкратій, митрополит Кам’янецький і Подільський і всієї Малої Русі, екзарх Константинопольський
- Браїльська (окрема митрополія)

### Єпископат
Після 1685 року більшість єпископату або стали частиною Московського Патріархату як "церква Малой Россіі", або приєдналися до Унійної Церкви Польсько-Литовської Республіки (Речі Посполитої).
| №  | Ім'я                              | Титул/Єпархія                            | Хіротонія         | Хіротонія                      |
| №  | Ім'я                              | Титул/Єпархія                            | Дата              | Очолив                         |
| -- | --------------------------------- | ---------------------------------------- | ----------------- | ------------------------------ |
| 1  | Єремія (Тиссаровський)            | Львівський і Кам'янецький                | 1608              | Анастасій (Кримка)             |
| 2  | Ісая (Копинський)                 | Київський, Галицький і всієї Руси        | 6 жовтня 1620     | Феофан III Єрусалимський       |
| 3  | Іов (Борецький)                   | Київський, Галицький і всієї Руси        | 9 жовтня 1620     | Феофан III Єрусалимський       |
| 4  | Мелетій (Смотрицький)             | Полоцький, Витебський і Мстиславський    | жовтень 1620      | Феофан III Єрусалимський       |
| 5  | Авраамій Лецида (Стагонський)     | Туровський та Пінський                   | 1620–1621         | Феофан III Єрусалимський       |
| 6  | Єзекіїль (Курцевич)               | Володимирський та Берестейський          | 7 січня 1621      | Феофан III Єрусалимський       |
| 7  | Ісакій (Борискович)               | Луцький та Острозький                    | 11 січня 1621     | Феофан III Єрусалимський       |
| 8  | Паісій (Іполітович-Черкавський)   | Холмський та Белзький                    | 1621              | Феофан III Єрусалимський       |
| 9  | Зосима (Прокопович)               | Чернігівський і Новгород-Сіверський      | 1630-ті           | Ісая (Копинський)              |
| 10 | Атанасій (Пузина)                 | Луцький та Острозький                    | 1632              | ?                              |
| 11 | Петро (Могила)                    | Київський, Галицький і всієї Руси        | 28 квітня 1633    | Єремія (Тиссаровський)         |
| 12 | Йосип (Бобрикович)                | Оршанський, Мстиславський і Могилівський | 1633              | Петро (Могила)                 |
| 13 | Сильвестр (Гулевич-Воютинський)   | Перемишльський та Самбірський            | 1635              | ?                              |
| 14 | Сильвестр (Косів)                 | Київський, Галицький і всієї Руси        | 0 серпня 1635     | ?Петро (Могила)                |
| 15 | Арсеній (Желиборський)            | Львівський                               | 17 листопада 1641 | ?                              |
| 16 | Антоній (Винницький)              | Київський, Галицький і всієї Руси        | 24 квітня 1650    | Сильвестр (Косів)              |
| 17 | Йосиф (Кононович-Горбацький)      | Оршанський, Мстиславський і Могилівський | 1650              | ?                              |
| 18 | Йосиф (Чаплич-Шпанівський)        | Луцький                                  | липень 1650       | ?                              |
| 19 | Лазар (Баранович)                 | Чернігівський і Новгород-Сіверський      | 8 березня 1657    | Гедеон Молдавський             |
| 20 | Діонісій (Балабан)                | Київський, Галицький і всієї Руси        | 24 вересня 1660   | Сильвестр (Косів)              |
| 21 | Гедеон (Святополк-Четвертинський) | Луцький та Острозький                    | 1661              | Діонісій (Балабан)             |
| 22 | Йосип (Тукальський-Нелюбович)     | Київський, Галицький і всієї Руси        | 0 серпня 1661     | Діонісій (Балабан)             |
| 23 | Атанасій (Желиборський)           | Львівський                               | 1663              | ?                              |
| 24 | Йосиф (Шумлянський)               | Львівський                               | 1 лютого 1668     | Софроній (екзарх Македонський) |
| 25 | Єремія (Свистельницький)          | Львівський                               | 30 квітня 1668    | Антоній (Винницький)           |
| 26 | Феодосій (Василевич)              | Могилівський і Білоруський               | 1669              | Паїсіос (Лігаридес)            |
| 27 | Інокентій (Винницький)            | Перемишльський, Самбірський і Сяноцький  | 1 грудня 1680     | Йосиф (Шумлянський)            |
| 28 | Атанасій (Шумлянський)            | Луцький і Острозький                     | 8 травня 1687     | Дософтей (Баріле)              |
| 29 | Феодосій (Углицький)              | Чернігівський і Новгород-Сіверський      | 1692              | Лазар (Баранович)              |
| 30 | Діонісій (Жабокрицький)           | Луцький і Острозький                     | 1695              | ?                              |

## Анексія
Після перемоги над гетьманом Дорошенком, й остаточним зайняттям лівобережної України й Києва, московська влада почала робити рішучі дії, щодо повного переведення Київської митрополії до Московського патріархату. Після смерті Тукальського митрополичим місцеблюстителем у Києві знову був призначений Баранович, що був ним до 1685 року.
На правобережній Україні, хоча на західних єпархіях й залишався митрополит Винницький (помер 1679 року), польський король надав титул адміністратора єпархій, раніше підлеглих Тукальському, львівському єпископові Йосифові Шумлянському. Таким чином, Київська митрополія була поділена на три частини. А митрополит Винницький був останнім митрополитом з титулом «Митрополит Київський, Галицький та всієї Руси», що підпорядковувався Константинопольському патріархату.
1680 року відбувся Люблінський синод за участі греко-католиків, на чолі з митрополитом Жоховстким, та православних (єпископи Шумлянський та Святополк-Четвертинський, представники Львівського Стоаропігійського Братства та монастирів). На з'їзді обговорювались питання об'єднання двох українських церков у одну. Однак, через негативну позицію папського нунція у Речі Посполитій щодо цього питання, синод так ні до чого й не привів.
1683 року помер Печерський архімандрит Інокентій Гізель, і лівобережний гетьман Іван Самойлович звернувся за згодою до московського царя й патріарха призначити туди свого ставленика. Але духовенство, на вільних виборах, обрало новим архімандритом Варлаама Ясинського. Ясинський до Москви на затвердження не поїхав, й прийняв посвячення у мистоблюстителя Київської митрополії Лазаря Барановича. Однак, після того, як свої претензії на Печерську Лавру висловив Йосиф Шумлянський, Ясинський все ж звернувся до московського патріарха Якима, який ці грамоти й надав.
1684 року до гетьманської столиці Батурина прибув Гедеон Святополк-Четвертинський, якого позбавив луцької єпархії екзарх Шумлянський. Дійшовши згоди з Самойловичем, Гедеон написав листи до царя й московського патріарха з заявою про своє «послушенство». З Москви надійшов наказ негайно провести вибори митрополита, з умовою, що новий митрополит повинен був приїхати на затвердження до Москви, а не Константинополя.
8 липня 1685 року відбулись вибори Святополка-Четвертинського. На них не прибуло більшість духовенства на чолі з Лазарем Барановичем. Духовенство ще сподівалось, що вибори будуть визнані неправними. Проте прибічники гетьмана провели «вибори» й повідомили про це Москву. Після цього київське духовенство зібрало свій собор, на якому опротестувало вибори митрополита, при цьому отці церкви відзначали, що приналежність Київської митрополії до Константинополя може бути вирішена лише духовенством митрополії в порозумінні з патріархом. Прилучення до московського патріархату зробить шкоду церкві та народові — мовилось у посланні.
У жовтні 1685 року Гедеон поїхав до Москви, й 8 листопада прийняв посвяту та присягнув Московському патріарху. Новий митрополит отримав титул «Київський, Галицький і Малої Руси».
У червні 1686 року Вселенський патріарх Діонісій виписав шість грамот: дві до царів, московському патріарху, київському митрополиту, гетьману та українському народу. Собор видав грамоту, яка веліла визнавати Гедеона (Святополк-Четвертинського) законним Київським митрополитом. Крім Патріарха Діонісія грамоту підписав також 21 митрополит. Крім того, Діонісій у червні видав ще дві грамоти, адресовані гетьману Самойловичу і всім вірним чадам Київської митрополії, в яких говорив, що дає право поставляти митрополита Київського і всієї України Московському патріархові, і наказує відтепер всіх новообраних митрополитів відправляти для посвячення до Москви, але Київський митрополит мав у першу чергу першим згадувати ім'я у диптху Константинопольського патріарха, щоб це було свідченням влади Вселенського престолу над Київською митрополією.
Умов які були прописані в акті Церква Московії не дотрималась а саме: вибори митрополита перейшли в руки Московського Синоду, поминання Вселенського патріарха припинилося, і привілеї київського митрополита були скасовані, навіть сама митрополія перестала існувати як церковна одиниця.

## Висновки
Українська православна церква за 60 років пройшла шлях від розквіту до цілковитого занепаду й анексії Московським патріархатом. Якщо за часів Петра Могили в Україні існувала ціла мережа шкіл, друкарень, діяла Києво-Могилянська Академія, то вже через 100 років нічого цього не було. В українському православному Требнику 1695 року не було жодного з тих святих, що були додані в московських місяцесловах як московські святі. Лише 1784 року було наказано всім українським церквам прийняти московський Місяцеслов. Українська богослужба була переведена на московський лад, українські богословські та церковні книги було заборонено. Розпочався новий етап у житті української православної церкви.

## Надання автокефалії
11 жовтня 2018 Вселенський патріархат скасував дію синодального листа 1686 року, який підпорядкував Київську митрополію Московському патріархату.